# Windpark Neuerkirch
Der Windpark Neuerkirch ist ein Windpark auf dem Gebiet der Ortsgemeinde Neuerkirch im Hunsrück, Rheinland-Pfalz. Der Park liegt auf der Anhöhe nordöstlich des Ortes.

## Geschichte
Die Projektentwicklung des Windparks begann im Mai 2008, beantragt wurde er im Sommer 2008. Die Genehmigung erfolgte im Sommer 2011, mit dem Bau wurde umgehend begonnen. Die vollständige Inbetriebnahme aller Anlagen ist Anfang Februar 2012 erfolgt. Im Herbst 2012 wurde eine weitere Anlage vom Typ Repower 3.2M114 mit einer Leistung von 3,2 MW und einem Rotordurchmesser von 114 Metern südlich der Enercon-Anlagen genehmigt. Anfang Januar 2013 wurde mit dem Bau der Windkraftanlage begonnen.
Geplant und gebaut wurde der Windpark vom Projektierer juwi, die Inbetriebnahme der ersten fünf Räder ist Ende 2011 erfolgt, gleichzeitig hat die Thüga Erneuerbare Energien GmbH & Co. KG den Windpark erworben, die Betriebsführung bleibt bei Juwi. Am 13. März 2012 fand die offizielle Eröffnung des Windparks statt.

## Technik
Zum Einsatz kommen 8 Windkraftanlagen des Typs Enercon E-82 E2 mit einer Leistung von jeweils 2,3 MW, einem Rotordurchmesser von 82 Metern und einer Nabenhöhe von 138 Metern. Damit ergibt sich eine Gesamthöhe der Anlagen von 179 Metern. Der Strom wird über ein Umspannwerk in Kirchberg, das für den Windpark Kirchberg (Hunsrück) errichtet wurde und an das noch ein weiterer Windpark in der Umgebung angeschlossen werden wird, in das Hochspannungsnetz eingespeist.